# George Hitchings
George Herbert Hitchings (Hoquiam, 18 de abril de 1905 — Chapel Hill, 27 de fevereiro de 1998) foi um bioquímico estadunidense.
Foi agraciado com o Nobel de Fisiologia ou Medicina de 1988.

## Biografia
Estagiou como bioquímico em Washington e passou vários anos a leccionar em universidades, antes de se juntar ao Laboratório de Pesquisa Burroughs-Wellcome (agora Glaxo-SmithKline), em Tuckahoe, Nova Iorque.
Em 1942, Hitchings ficou impressionado com a forma como os remédios considerados milagrosos da década de 1930, tais como os fármacos sulfa ou sulfonamidas, destruíam as bactérias. Funcionavam como "antimetabolitos", ou seja, interrompiam de forma letal o metabolismo normal da célula, fazendo-se parecer com o ácido paraminobenzóico (PABA), um nutriente celular fundamental.
Hitchings acreditava que, se o "antagonismo competitivo", como o processo veio a ser conhecido, funcionava com os sulfonamidas, também poderia funcionar noutros casos. Compreendera que, como elementos constitutivos do ácido nucleico, as purinas e as pirimidinas deviam desempenhar um papel crucial no metabolismo celular. Passou então a dedicar-se ao desenvolvimento de processos que "persuadissem" as bactérias e as células cancerígenas a usar elementos constitutivos falsos quando fabricassem os seus ácidos nucleicos.
Pelo seu trabalho nesta área, Hitchings partilhou o Nobel de Fisiologia ou Medicina de 1988 com a sua colaboradora Gertrude B. Elion e com James Black.